# 四乙基锗
四乙基锗，简称TEG（Tetraethylgermanium），是一种有机锗化合物，化学式(CH3CH2)4Ge。四乙基锗是锗的气相沉积法中一种重要的化合物。

## 制备
克莱门斯·温克勒于1887年首次由二乙基锌和四氯化锗制得了四乙基锗。这是在发现锗不久之后的事。